# Huta Julu (Pollung)
Huta Julu is een bestuurslaag in het regentschap Humbang Hasundutan van de provincie Noord-Sumatra, Indonesië. Huta Julu telt 1882 inwoners (volkstelling 2010).